# Vincenzo Sospiri
Vincenzo Sospiri (7 d'octubre de 1966, Forli, Itàlia) fou un pilot de curses automobilístiques italià que va arribar a disputar curses de Fórmula 1.

## Carrera esportiva
Vincenzo Sospiri va debutar a la primera cursa de la temporada 1997 (la 48a temporada de la història) del campionat del món de la Fórmula 1, disputant el 9 de març del 1997 el G.P. d'Austràlia al circuit de Melbourne.
Va participar en una única cursa puntuable pel campionat de la F1 no aconseguint classificar-se per disputar la cursa i no assolí cap punt vàlid pel campionat del món de pilots.

## Resultats a la Fórmula 1
| Any  | Equip                   | Xassís | Motor | 1       | 2   | 3   | 4   | 5   | 6   | 7   | 8   | 9   | 10  | 11  | 12  | 13  | 14  | 15  | 16  | 17  | Posició | Punts |
| ---- | ----------------------- | ------ | ----- | ------- | --- | --- | --- | --- | --- | --- | --- | --- | --- | --- | --- | --- | --- | --- | --- | --- | ------- | ----- |
| 1997 | Mastercard Lola F1 Team | Lola   | Ford  | AUS NVQ | BRA | ARG | SMR | MON | ESP | CAN | FRA | GBR | ALE | HUN | BEL | ITA | AUT | LUX | JAP | EUR | -       | 0     |

### Resum
| Curses: | Victòries: | Pòdiums: | Poles: | Voltes ràpides: | Punts: |
| ------- | ---------- | -------- | ------ | --------------- | ------ |
| 1 (0)   | 0          | 0        | 0      | 0               | 0      |